# Pere Barrera i Vilar
Pere Barrera i Vilar (Prada, Conflent, 1736 - ?, 1812) va ser un metge i botànic nord-català.
Es doctorà en medicina a Tolosa. Establert a Mont-Lluís, fou metge militar, servint com a tal a l'Armée des Pyrénées Orientales. Es concertà amb Josep Bartomeu Francesc Carrera (1740-1803) per a redactar una topografia botànica del Rosselló la part pirinenca de la qual corresponia a Barrera i la de la plana i el litoral, a Carrera. Després de la mort de Carrera el 1803, i la frustració del projecte, Barrera passà a col·laborar amb el tolosà Philippe Picot de Lapeyrouse (1744-1818), el qual publicà nombroses dades obtingudes per Barrera sense esmentar-lo, tant a la seva monografia de les saxífragues dels Pirineus (1801) com a la seva «Histoire abregée des plantes des Pyrénées» (1813).
És autor de Mémoire analytique et pratique sur les eaux minérales du Vernet (1797) i de Flore topographique et méthodique des Pyrénées Orientales, continuada pel seu nebot Climent de Barrera. Confeccionà un herbari de plantes rosselloneses.